# Містер Магг
«Містер Магг» (англ. Mister Mugg) — американська короткометражна кінокомедія режисера Джеймса В. Горна. В 1934 році фільм був номінований на премію «Оскар» за найкращий комедійний короткометражний фільм.

## У ролях
- Джеймс Глісон
- Дороті Крісті
- Бен Александр
- Отіс Херлан
- Джек Пеннік
- Фред Воррен
- Норман Родс
- Джинн Гарт